# Округ Лаундс (Џорџија)
Округ Лаундс (енгл. Lowndes County) је округ у америчкој савезној држави Џорџија.

## Демографија
По попису из 2010. године број становника је 109.233, што је 17.118 (18,6%) становника више него 2000. године.
| Група             | 2000.          | 2010.          |
| Белци             | 55.992 (60,8%) | 61.234 (56,1%) |
| Афроамериканци    | 31.309 (34,0%) | 39.142 (35,8%) |
| Азијати           | 1.101 (1,2%)   | 1.591 (1,5%)   |
| Хиспаноамериканци | 2.447 (2,7%)   | 5.238 (4,8%)   |
| Укупно            | 92.115         | 109.233        |